# Grifton (Caroline du Nord)
Grifton est une ville américaine située dans les comtés de  Pitt et de Lenoir dans l'État de Caroline du Nord. En 2010, sa population était de 2 617 habitants.

## Démographie
| 1890 | 1900 | 1910 | 1920 | 1930 | 1940 |
| ---- | ---- | ---- | ---- | ---- | ---- |
| 121  | 229  | 291  | 375  | 403  | 456  |

| 1950 | 1960  | 1970  | 1980  | 1990  | 2000  |
| ---- | ----- | ----- | ----- | ----- | ----- |
| 510  | 1 816 | 1 860 | 2 179 | 2 393 | 2 073 |

| 2010  | - | - | - | - | - |
| ----- | - | - | - | - | - |
| 2 617 | - | - | - | - | - |

## Source de la traduction
- (en) Cet article est partiellement ou en totalité issu de l’article de Wikipédia en anglais intitulé « Grifton, North Carolina » (voir la liste des auteurs).